# Aeroportul Albertus
Aeroportul Albertus (IATA: FEP, ICAO: KFEP, FAA LID: FEP) este un aeroport din Illinois, Statele Unite ale Americii. A fost deschis în 1945.
Situat la o altitudine de 262 m, aeroportul dispune de o singură pistă.